# Músculos intercostais íntimos

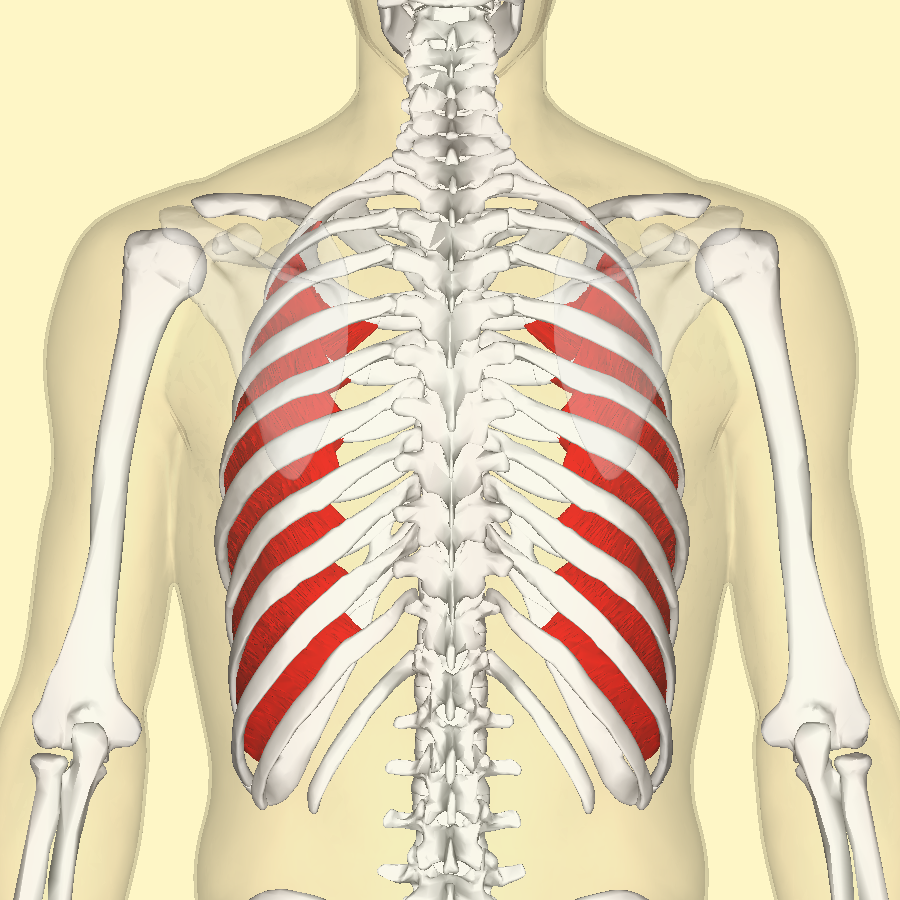
Músculo intercostal mais interno (vermelho), visto de trás

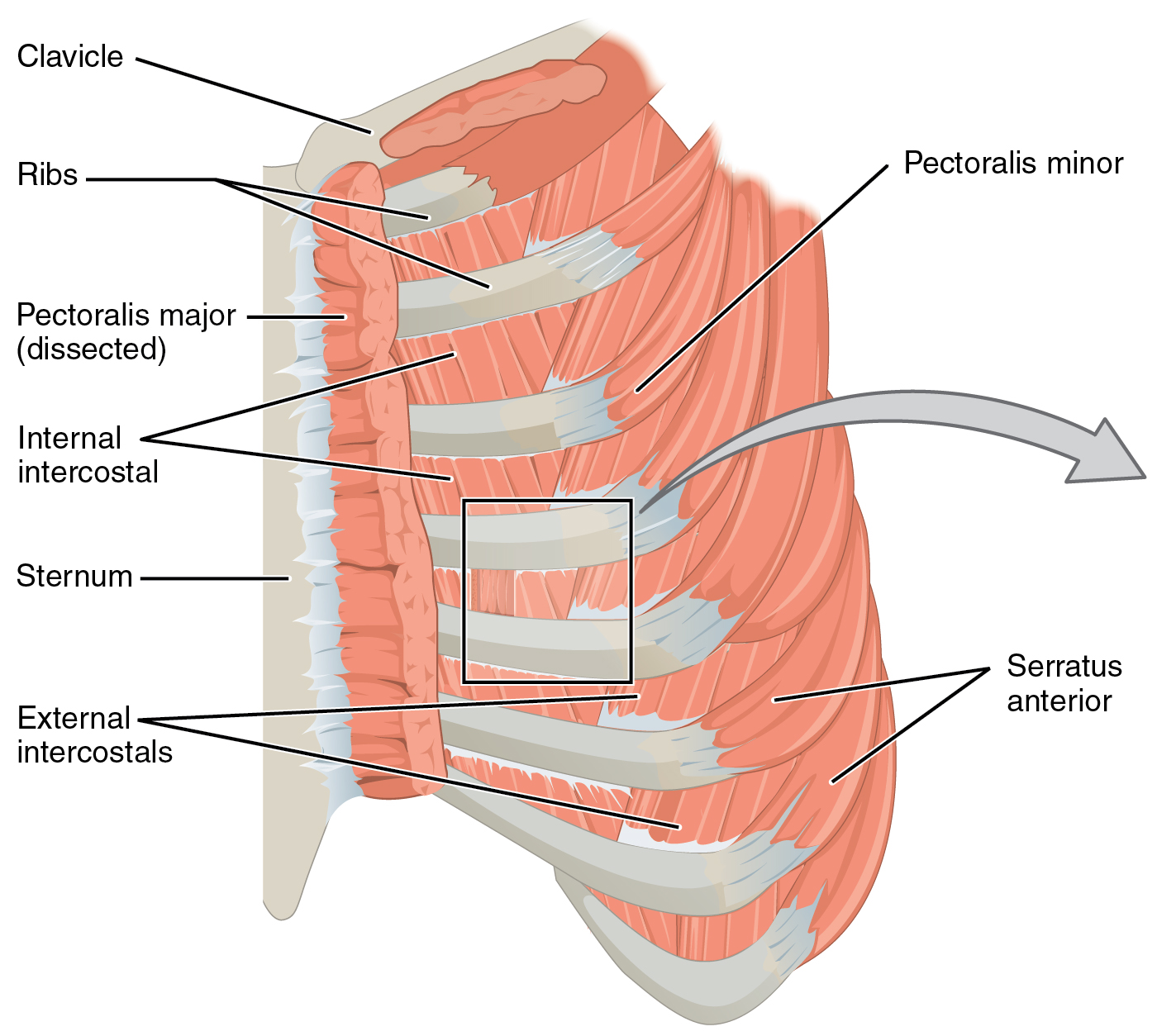
Tórax

Os músculos intercostais íntimos são músculos do tórax tendo função antagônica dos músculos externos.  É a camada muscular mais profunda do tórax, com fibras musculares correndo verticalmente (em paralelo com os músculos intercostais internos). Está presente apenas no meio de cada espaço intercostal, e normalmente não está presente mais acima na caixa torácica. Encontra-se no plano mais profundo que contém os nervos intercostais e os vasos intercostais, e os músculos intercostais internos. O diafragma é contínuo com o músculo intercostal mais interno.